# Duliby (Stryj)
Duliby (ukrainisch Дуліби; russisch Дулибы, polnisch Duliby) ist ein Dorf in der ukrainischen Oblast Lwiw mit etwa 3410 Einwohnern.

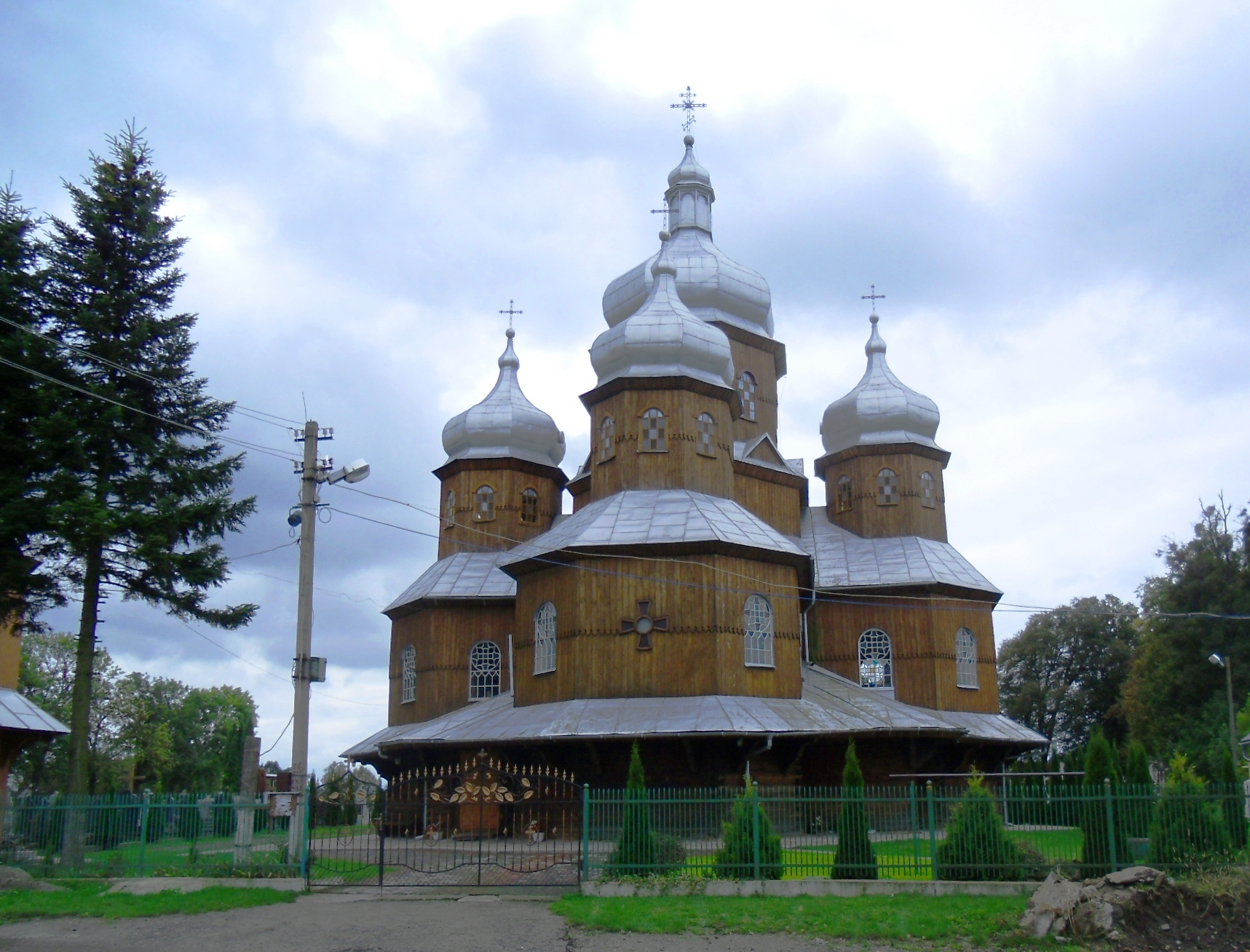
Kirche im Ort

Das erstmals 1463 schriftlich erwähnte Dorf war bis Sommer 2020 die einzige Ortschaft der gleichnamigen, 2,52 km² großen Landratsgemeinde im Rajon Stryj und grenzt im Nordosten an das Rajonzentrum Stryj.
Duliby liegt in der historischen Landschaft Galizien am Ufer des Stryj 75 km südlich vom Oblastzentrum Lwiw. Durch das Dorf verläuft die Fernstraße M 06 / E 471.

## Verwaltungsgliederung
Am 12. Juni 2020 wurde das Dorf zum Zentrum der neu gegründeten Landgemeinde Hrabowez-Duliby (Грабовецько-Дулібівська сільська громада/Hrabowezko-Dulibiwska silska hromada) im Rajon Stryj. Zu dieser zählen die 11 in der untenstehenden Tabelle aufgelistetenen Dörfer; bis dahin war sie Teil der Landratsgemeinde Duliby als Teil des Rajons Stryj.
Folgende Orte sind neben dem Hauptort Duliby Teil der Gemeinde:
| Name                     | Name             | Name                                  | Name               |
| ukrainisch transkribiert | ukrainisch       | russisch                              | polnisch           |
| ------------------------ | ---------------- | ------------------------------------- | ------------------ |
| Chromohorb               | Хромогорб        | Хромогорб (Chromogorb)                | Chromohorb         |
| Dowholuka                | Довголука        | Долголука (Dolgoluka)                 | Dołhołuka          |
| Hirne                    | Гірне            | Горное (Gornoje)                      | Hurnie             |
| Hrabowez                 | Грабовець        | Грабовец (Grabowez)                   | Grabowiec Stryjski |
| Kolodnyzja               | Колодниця        | Колодница (Kolodniza)                 | Kłodnica           |
| Konjuchiw                | Конюхів          | Конюхов (Konjuchiw)                   | Koniuchów          |
| Ljubynzi                 | Любинці          | Любинцы (Ljubinzy)                    | Lubieńce           |
| Monastyrez               | Монастирець      | Монастырец                            | Manasterzec        |
| Nyschnja Stynawa         | Нижня Стинава    | Нижняя Стынава (Nischnjaja Stynawa)   | Stynawa Niżna      |
| Werchnja Stynawa         | Верхня Стинава   | Верхняя Стынава (Werchnjaja Stynawa)  | Stynawa Wyżna      |
| Wolja-Dowholuzka         | Воля-Довголуцька | Воля-Довголуцкая (Wolja-Dowgoluzkaja) | Wola Dołhołucka    |

## Persönlichkeiten
- Der deutsche Historiker, Vertriebenenfunktionär und bayerische Landespolitiker Rudolf Wagner (* 18. Juli 1911; † 27. April 2004) kam im Dorf zur Welt.
- Am 9. September 1903 kam der ukrainische Ökonom, Journalist, Gründungsmitglied der ukrainischen Befreiungsbewegung Ukrajinska holowna wyswolna rada (UHWR) und aktives Mitglied der Wissenschaftlichen Schewtschenko-Gesellschaft Lew Schankowskyj (Лев Шанко́вський) zur Welt († 25. April 1995 USA).